# Angry Birds Rio
Angry Birds Rio è stato un videogioco rompicapo sviluppato e pubblicato dall'azienda finlandese Rovio Mobile. Si tratta del secondo spin-off del noto puzzle game Angry Birds nonché terzo capitolo della serie pubblicato a marzo 2011. Questo titolo era ambientato nell'universo del film Rio ed è stato pubblicato proprio lo stesso giorno della première di quest'ultimo.
Con l'uscita nel 2014 del sequel Rio 2 sono stati aggiunti dei nuovi livelli ambientati nel secondo film.

## Trama
In questo nuovo capitolo gli Angry Birds vengono catturati da dei contrabbandieri e portati sull'isola di Rio dove incontrano i protagonisti del film e si alleano con loro per liberare tutti gli uccelli ed eliminare i malvagi uistitì.

## Modalità di gioco
Il gameplay sostanzialmente non subisce alcun cambiamento se non per il fatto che, come già detto prima, al posto dei classici Piggies si dovranno sconfiggere gli uistitì e liberare tutti gli uccelli catturati dai contrabbandieri con l'aiuto di Blue & Jewel.

## Episodi
Attraverso vari aggiornamenti escono nuovi episodi e nuovi livelli.
Rio:
| # | Episodi           | Livelli               | Data uscita      |
| - | ----------------- | --------------------- | ---------------- |
| 1 | Smugglers' Den    | 30 (2 x 15) + 6 bonus | 22 marzo 2011    |
| 2 | Jungle Escape     | 30 (2 x 15) + 6 bonus | 22 marzo 2011    |
| 3 | Beach Volley      | 30 (2 x 15) + 6 bonus | 12 maggio, 2011  |
| 4 | Carnival Upheaval | 30 (2 x 15) + 6 bonus | 8 giugno 2011    |
| 5 | Airfield Chase    | 30 (2 x 15) + 6 bonus | 18 agosto 2011   |
| 6 | Smugglers' Plane  | 30 (2 x 15) + 6 bonus | 22 novembre 2011 |
| 7 | Market Mayhem     | 30 (2 x 15) + 6 bonus | 11 marzo 2013    |
| 8 | Golden Beachball  | 30 (2 x 15) + 6 bonus | 1º agosto 2011   |

Rio 2:
| # | Episodi       | Livelli                    | Data uscita                        |
| - | ------------- | -------------------------- | ---------------------------------- |
| 1 | Rocket Rumble | 20 (2 x 10) + 6 bonus      | 18 dicembre 2013                   |
| 2 | High Dive     | 20 (2 x 10) + 6 bonus      | 20 febbraio 2014                   |
| 3 | Blossom River | 20 (2 x 10) + 6 bonus      | 10 aprile 2014                     |
| 4 | Timber Tumble | 20 (2 x 10) + 6 bonus      | 15 luglio 2014                     |
| 5 | Hidden Harbor | 15                         | 15 luglio 2014                     |
| 6 | Treasure Hunt | 20 + 20 (4 x 10) + 6 bonus | 25 settembre 2015 19 novembre 2015 |

Speciali:
| # | Episodi     | Livelli | Data uscita      |
| - | ----------- | ------- | ---------------- |
| P | Parco gioco | 5       | 20 febbraio 2014 |

Nel livello Parco giochi tutti i bonus e la Might eagle erano gratuiti.
In aggiunta a ogni episodio ci sono 6 livelli bonus da sbloccare completando tutti di livelli, ottenendo un determinato numero di stelle (30, 50 e 70), collezionando le piume e collezionando i vari tipi di frutta nascosti nei vari livelli.
Il livello Hidden Harbor era un livello nascosto incluso nell'aggiornamento Tumble Timber per Angry Birds Rio (v2.2.0). Per sbloccarlo bisognava arrivare al livello 14 degli episodi Timber Tumble e colpire il blocco d'oro nascosto tra i cespugli, oppure pagare con le monete per sbloccarlo dalla v2.5.0.